# Cindy Dollar
Cindy Dollar (República Checa; 9 de marzo de 1982) es una actriz pornográfica retirada checa.

## Biografía
Nació con el nombre de Caren Carpenter Julia en marzo de 1982. No se sabe mucho de su vida antes de 2006, año en que, a sus 24 años, entra en la industria pornográfica.
A partir de su debut, trabajó tanto para productoras europeas como estadounidenses, destacando Marc Dorcel Fantasies, Evil Angel, Jules Jordan Video, Private, 21Sextury, Doghouse Digital, Mile High, Pink Visual, Combat Zone, Wicked Pictures o Eromaxx Films. Además, ha trabajado para sitios web como Brazzers, DDF Network o Euro Girls on Girls.
En 2012 recibió sus dos primeras nominaciones en los Premios AVN en las categorías de Artista femenina extranjera del año y Mejor escena de sexo en producción extranjera por la película French Maid Service 2: Trainees.
En 2013 volvería a repetir en la categoría de Mejor escena de sexo en producción extranjera por Inglorious Bitches.
Se retiró en 2015, habiendo grabado más de 440 películas entre producciones originales y compilaciones.
Algunas películas de su filmografía son All 4 One One 4 All, Burlesque, DP's Favorite DPs, Femmes Fatales, Fuck My Big Ass! 3, Jade Sexy Secretary, Lesbian Nurses, Private Life Of Cindy Dollar, Slippery and Wet o Revenge Cuckold 2.

## Premios y nominaciones
| Año  | Ceremonia    | Resultado | Premio                                        | Trabajo                         |
| ---- | ------------ | --------- | --------------------------------------------- | ------------------------------- |
| 2012 | Premios AVN  | Nominada  | Artista femenina extranjera del año           | —                               |
| 2012 | Premios AVN  | Nominada  | Mejor escena de sexo en producción extranjera | French Maid Service 2: Trainees |
| 2013 | Premios AVN  | Nominada  | Mejor escena de sexo en producción extranjera | Inglorious Bitches              |
| 2013 | Premios XBIZ | Nominada  | Mejor escena de sexo en película parodia      | Inglorious Bitches              |